# Konrad II. von Znaim

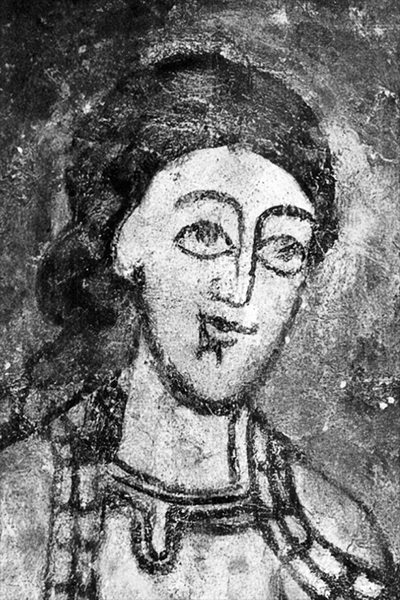
Konrad II. auf den Fresken der Katharinenrotunda

Konrad II. von Znaim oder Konrad II. von Znojmo (tschechisch Konrád II. Znojemský; † nach 1161) war Herrscher des mährischen Apanageherzogtums Znaim. Er entstammte dem böhmischen Adelsgeschlecht der Přemysliden. Als Markgraf von Mähren-Znaim regierte er von 1123 bis 1128 und erneut von 1134 bis 1161.

## Leben
Konrad war der einzige Sohn der Herzogs Lutold von Znaim und der Ida von Österreich (auch Ida von Babenberg oder Ida von Ostmark), einer Tochter des Markgrafen Leopold II. von Österreich. Nach dem Tod seines Vaters Lutold im Jahre 1112 erhielt sein Onkel Ulrich das Fürstentum Znaim, der im folgenden Jahr verstarb. Die Besitztümer von Brünn und Znaim kamen darauf in den Besitz des Herzogs Soběslav I., dem jüngsten Sohn des ersten böhmischen Königs Vratislav II., bis ihm 1123 wegen eines Konflikts mit seinem Bruder, dem böhmischen Herzog Vladislav I., sämtliche Güter entzogen wurden. Nachfolgend erhielt Konrad sämtliche Titel seines Vaters.
Nach Vladislav I. Tod kam es zum Böhmischen Erbfolgekrieg. Soběslav war 1126 in der Schlacht von Chlumec siegreich, nachfolgend wurde Konrad abgesetzt und 1128 auf Burg Dohna eingekerkert. 1134 wurde er freigelassen und mit Maria aus dem Hause der Nemanjiden verheiratet, einer Tochter von Uroš I. dem Groß-Župan des Fürstentums Raszien.
Wie eine Inschrift aus dem 13. Jahrhundert belegt, ließ Konrad die Rotunde in Znaim 1134 umbauen und mit den bis heute erhaltenen Fresken schmücken.

## Verwandtschaftliche Verhältnisse
- Vater: Lutold von Znaim
- Großvater (väterlicher Seite): Konrad I.
- Großmutter (väterlicher Seite): Virpirka von Tengling
- Mutter: Ida von Österreich
- Großvater (mütterlicher Seite) Leopold II.
- Großmutter (mütterlicher Seite) Ida (auch Itha) von Österreich
- Onkel: Ulrich von Brünn